# Uf, va dir ell
Uf, va dir ell és una obra que reuneix tretze contes de l'escriptor Quim Monzó: Història d'un amor, En un temps llunyà, Sobre la no compareixença a les cites, Uf, va dir ell, Sobre la volubilitat de l'esperit humà, Splassshf, Fum, Tot de prats als ulls, Underworld, La creació, Sobre la futilitat dels desitjos humans, Noia del mehari i Confidència. Va ser publicada l'any 1978 a Antoni Bosch, Editor. A partir de la segona edició va sortir a l'editorial Quaderns Crema.
L'obra ha estat traduïda a l'espanyol (Uf, dijo él, dins Ochenta y seis cuentos, Editorial Anagrama, Barcelona), i a l'alemany (Uff, sagte er, dins Hundert Geschichten, Frankfurter Verlagsanstalt, Frankfurt).